# Haugesund Mekaniske Verksted
Haugesund Mekaniske Verksted (HMV) est une entreprise norvégienne située dans la commune de Haugesund.

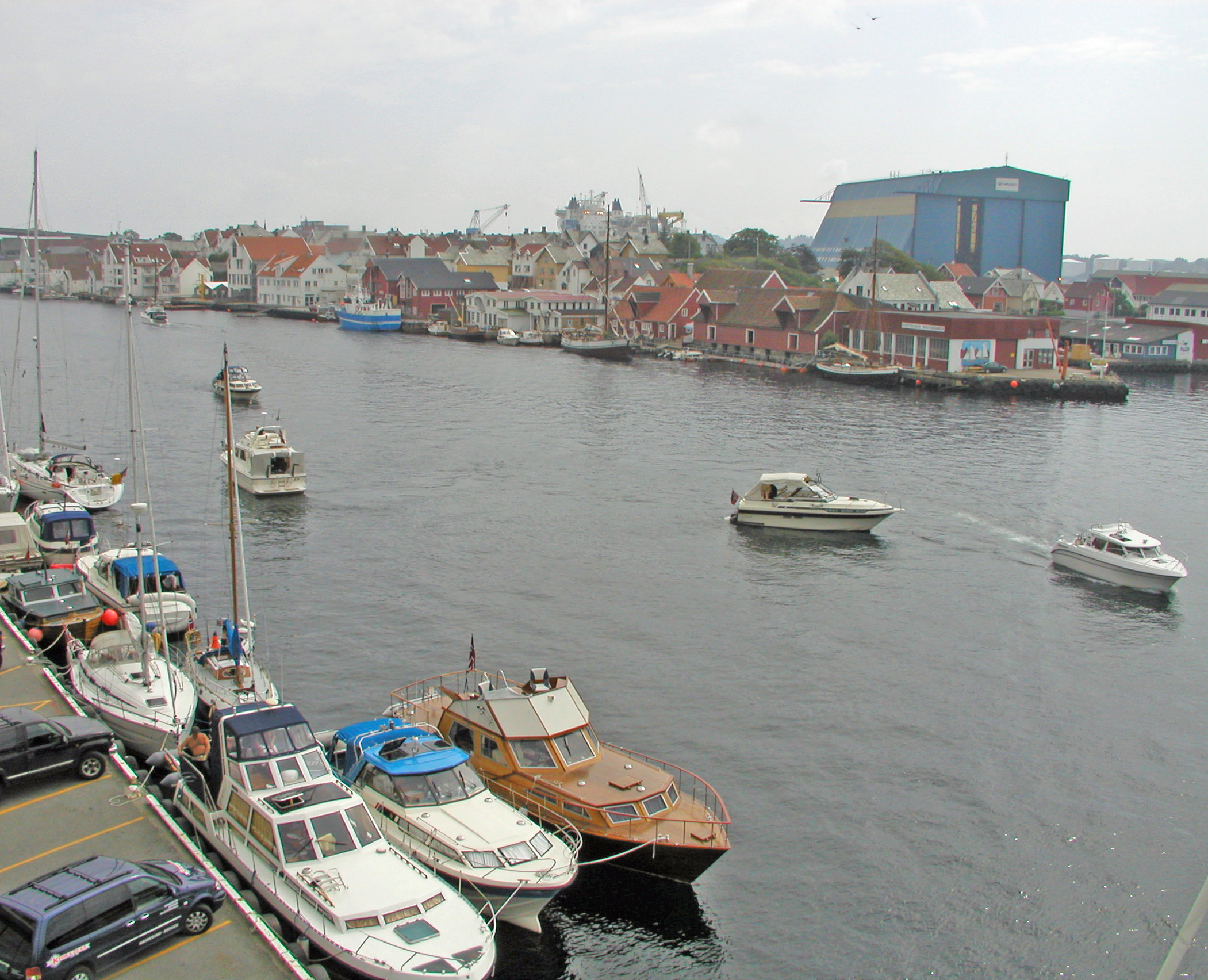
Le Smedasundet et l'île de Risøy avec en fond l'entreprise HMV.

## Histoire
Le chantier naval HMV est créé en 1900 dans le port de Haugesund. Puis il est déménagé en 1912 sur l'île de Risøy.
À partir de 1970, l'entreprise élargit ses compétences en travaillant pour les plate-forme pétrolières (construction de module, entretien, réparation) tout en poursuivant son activité de réparation de bateaux.
En 1990, l'entreprise est rachetée par le fonds d'investisseurs norvégien Umoe, qui le revend en 2000 à l'entreprise Aibel.